# 白川浩二郎
白川 浩二郎（しらかわ こうじろう）は、日本の俳優。

## 出演

### 映画
- 女犯破戒（1966年3月13日、東映）
- 女番長ブルース 牝蜂の挑戦（1972年2月3日、東映） - 友田
- 日本暴力団 殺しの盃（1972年5月27日、東映） - 白川
- 賞金首 一瞬八人斬り（1972年12月16日、東映） - 下役人
- 木枯し紋次郎 関わりござんせん（1972年9月14日、東映） - 半次
- 仁義なき戦いシリーズ（東映）
  - 仁義なき戦い（1973年1月13日） - 古屋誠（上田組）
  - 仁義なき戦い 広島死闘篇（1973年4月28日） - 助藤信之（村岡組若衆）
  - 仁義なき戦い 頂上作戦（1974年1月15日） - 楠田時夫（早川組若衆）
  - 仁義なき戦い 完結篇（1974年6月29日） - 宗方良三（市岡組組員）
  - 新仁義なき戦い 組長の首（1975年11月1日） - 江川（大和田組若衆）
  - 新仁義なき戦い 組長最後の日（1976年4月24日、東映） - 坂本組若衆
- 山口組三代目（1973年8月11日、東映） - 坂出敬信
- 三代目襲名（1974年8月10日、東映） - 看守B
- 日本任侠道 激突篇（1975年1月15日、東映） - 十国一家子分
- まむしと青大将（1975年3月8日、東映）
- 県警対組織暴力（1975年4月26日、東映） - 川手組組員
- 暴動島根刑務所（1975年6月7日、東映） - 刑事
- 実録外伝 大阪電撃作戦（1976年1月31日、東映） - 神戸川田組若中
- 沖縄やくざ戦争（1976年9月4日、東映） - 智念
- やくざの墓場 くちなしの花（1976年10月30日、東映） - 浅井刑事課長
- やくざ戦争 日本の首領（1977年1月22日、東映） - 木曾浩二（岐阜・三浦組若衆）
- 北陸代理戦争（1977年2月26日、東映） - 西本昭
- 仁義と抗争（1977年8月27日、東映） - 伊尻
- 日本の首領 野望篇（1977年10月29日、東映） - 望月慎介（関東同盟）
- 柳生一族の陰謀（1978年1月21日、東映） - 狼人C
- 冬の華（1978年6月17日、東映） - 新興勢力の幹部
- 赤穂城断絶（1978年10月28日、東映） - 山吉新八郎
- 総長の首（1979年4月7日、東映） - 刑事
- 日本の黒幕（1979年10月27日、東映） - 望月慎介
- 燃える勇者（1981年12月19日、東映） - 豊田（化学兵器輸送機関士）
- 修羅の群れ（1984年11月17日、東映）

### テレビドラマ
- 遠山の金さん捕物帳（NET / 東映）
  - 第19話「地獄を売る男」（1970年11月15日） - 浪人
  - 第22話「悪い目に賭けた女」（1970年12月6日） - 遊び人
  - 第40話「三度笠の男」（1971年4月11日） - 百姓（ノンクレジット）
  - 第68話「泥棒志願の男」（1971年10月24日） - 三浜屋の子分
  - 第91話「シャモを愛した女」（1972年4月2日）
  - 第109話「瓜二つの女」（1972年8月6日）
  - 第145話「金さんを殺した女」（1973年4月15日）
  - 第160話「畳の上では死ねない男」（1973年7月29日）
- 江戸を斬るシリーズ（TBS / C.A.L）
  - 江戸を斬るIII 第19話「どじな兄貴の妹想い」（1977年5月23日）
  - 江戸を斬るV 第12話「鍾馗人形殺人事件」（1980年5月5日） - 山村
  - 江戸を斬るVI 第28話「おゆき誘拐・危機一髪」（1981年8月24日） - 中盆
- 銭形平次（CX / 東映）
  - 第382話「海鳴りが牙をとぐ」（1973年） - 長次
  - 第408話「ろくでなしの叫び」（1974年） - 地廻り
  - 第427話「きつね女」（1974年） - 浪人
  - 第443話「さらわれたお静」（1974年） - 掏摸
  - 第467話「瓦版騒動記」（1975年） - 重太
  - 第485話「お京の身代金」（1975年） - 弥三八
  - 第547話「情の墓参り」（1976年） - 源次
  - 第558話「花いちもんめ」（1977年） - 仙次
  - 第580話「女の水鏡」（1977年） - 源六
  - 第596話「夫婦屋台」（1977年） - 大工
  - 第600話「陽にそむく女」（1977年） - 源次
  - 第623話「鶴吉の掟」（1978年） - 源
  - 第634話「若者とお京ちゃん」（1978年） - 浪人
- 忍法かげろう斬り（KTV / 東映）
  - 第10話「男が死ぬとき」（1972年6月6日）
  - 第20話「くの一と大盗賊」（1972年8月15日）
- 新選組 第7話「祇園小路の人質」（1973年、CX / 東映）
- 次郎長三国志（1974年9月10日、NET / 東映）
- 運命峠 第8話「暁の決闘」（1974年11月20日、KTV / 東映） - 井原
- 宮本武蔵 第14話「秘剣棒術破り」（1976年1月6日）
- 夫婦旅日記 さらば浪人 第12話「女武芸者の恋」（1976年、CX / 勝プロダクション）
- 遠山の金さん（NET / 東映）
  - 第43話「江戸と浪花の風来坊」（1976年7月29日）
  - 第84話「地獄のかっぽれ」（1977年6月2日）
- 新・座頭市（CX / 勝プロ）
  - 第1子リーズ 第20話「いのち駒」（1977年2月21日） - 仙次
  - 第2シリーズ 第6話「五本の長脇差」（1978年2月13日） - 仙次
  - 第3子リーズ 第13話「鬼が笑う百両みやげ」（1979年7月30日） - 代貸し
- 長七郎天下ご免! （ANB / 東映） - 加納
  - 第24話「酒がかたきの極楽とんぼ」（1980年4月17日) - 加納
  - 第32話「やさぐれ鴉が虹を見た!」（1980年6月12日） - 浪人
  - 第42話「暗殺! 死を賭けた友情」（1980年8月28日） - 平松
  - 第62話「紅花・たそがれ親不孝」（1981年2月19日） - 佐藤
  - 第87話「秋の螢 暴れ遊女お仙」（1981年9月3日） - 皆川
  - 第94話「源平がたり 親子を結んだ的扇」（1981年10月29日） - 本田
- 暴れん坊将軍シリーズ（ANB / 東映）
  - 第3話「命を的の一番纏」（1978年1月21日） - ごろん棒
  - 第11話「日本一の木遣唄」（1978年3月25日） - 江藤
  - 第25話「素破! 天下の一大事」（1978年7月8日） - 竜吉
  - 第34話「嵐の中に舞う女」（1978年10月7日） - やくざ
  - 第50話「味一番! 細腕べんとう」（1979年2月3日） - 大黒屋手代
  - 第56話「春の淡雪に消えた男」（1979年3月17日） - 山波作之進
  - 第72話「紅花で染めた復讐」（1979年7月7日） - 郡司平八
  - 第78話「天下を狩る男」（1979年9月8日） - 旗本
  - 第85話「富士が見ていたあばれ槍」（1979年11月3日） - 佃
  - 第98話「狼の里から来た娘」（1980年2月2日） - 手代
  - 第113話「どうにも止まらなかった男」（1980年5月24日） - 岩見
  - 第114話「正体見たぞ! 隼小僧」（1980年5月31日） - 唐沢兵衛
  - 第146話「ああ! 成敗涙あり」（1981年1月31日） - 貝原
  - 第159話「お仲成仏 灯籠ながし」（1981年5月9日） - 伝次
  - 第189話「鬼を哭かせた母ごころ」（1981年12月12日） - 山浦右京
  - 第205話「春ふたたび! 夫婦簪」（1982年4月17日） - 子分
- 暴れん坊将軍II
  - 第8話「五万両のとんぼ返り」（1983年4月30日） - 元村嘉介
  - 第19話「妻は長良のひと柱」（1983年7月16日） - 黒沼の配下
  - 第43話「鉄火意気地のおんな河岸」（1984年1月14日） - 紋次
  - 第54話「恐れ多くも婿殿は上様!」（1984年3月31日） - 大場
  - 第70話「男は愛嬌 女はチカラで勝負する!」（1984年8月4日） - 坂井
  - 第87話「粋な合羽の似合う奴!」（1984年12月15日） - 仙造
  - 第106話「吉宗 狩り場の標的に起つ!」（1985年5月11日） -  水夫
  - 第122話「秘めた誓いの夢千両!」（1985年9月14日） - 久助
  - 第130話「弁天様の甘い誘惑!」（1985年11月30日） - 青木
  - 第156話「庭番慕情、禁じられた恋の笛!」（1986年6月14日） - 須貝
  - 第166話「小判を拾った幽霊娘!?」（1986年9月6日） - 浪人
  - 第175話「母哀し、裏切りの二重奏!」（1986年11月29日） - 浪人
  - SP2「燃える江戸城! 男たちの一番纏!」（1987年1月3日） - 市助
- 暴れん坊将軍III
  - 第14話「妻を斬った男」（1988年4月16日） - 番頭
  - 第40話「娘十七はぐれ唄」（1988年11月19日） - 地廻り
  - 第54話「草笛に秘めた過去」（1989年3月18日） - 助八
  - 第61話「雪姫けんか珍道中」（1989年5月13日） - 西崎善兵衛
  - 第76話「命を賭けた女子駅伝」（1989年9月2日） - 黒木武右衛門
  - 第84話「いなせ新さん 大奥を斬る!」（1989年11月18日） - 浪人
  - 第100話「惚れて深川 あゝ八千両」（1990年3月31日） - 西垣
  - 第107話「誇り高き父!」（1990年6月2日） - 浪人
  - 第122話「さよならの花かんざし!」（1990年9月22日） - 井口
- 暴れん坊将軍IV
  - 第6話「もう一つの十手御用」（1991年） - 田島知次郎
  - 第23話「汚名を晴らした恋女房」（1991年） - 勘定組頭
  - 第34話「対決! 兇賊七変化」（1991年） - 同心
  - 第42話「おやこ喧嘩の大手柄!」（1992年） - 用心棒
  - 第56話「大奥の殺人者!」（1992年） - 岩見
  - 第64話「危うし! 吉宗、妖刀村正騒動」（1992年） - 門弟
- 暴れん坊将軍V
  - 第11話「二人妻の用心棒」（1993年6月26日） - 坂部伝内
  - 第25話「天下御免の偽十手」（1993年11月13日） - 駕篭かき
  - 第41話「天下を正した切腹訴状」（1994年3月19日） - 浪人
- 暴れん坊将軍VI
  - SP「吉宗潜入! 謀略の城 偽将軍宣下を阻止せよ!」（1994年）
  - 第15話「俺は天下の偽将軍」（1995年） - 旗本
  - 第32話「女賞金稼ぎ 修羅の花道!」（1995年） - 巳之助
  - 第33話「俺らの兄貴は上様だ!」（1995年） - 同心
  - 第37話「名探偵! 新井白石」（1995年） - 岡村
  - 第49話「天下を正す無頼漢」（1996年） - 木村
- 暴れん坊将軍VII 第17話「子連れ刺客」（1997年）
- 暴れん坊将軍VIII
  - 第4話「妖しく光る銀かんざし、出合い茶屋の女」（1997年） - 老中
  - 第18話「口づけが起こした波紋」（1998年） - 番所の役人
  - 第19話「妖しき占いの謎、グータラ夫に説教された吉宗」（1998年） - 老中
- 暴れん坊将軍IX 第18話「哀切愁々 母子合わせ鏡」（1999年） - 田島左内
- 赤穂浪士（1979年、ANB / 東映） - 多川九左衛門
- 桃太郎侍（NTV / 東映）
  - 第82話「泣くな妹兄貴はつらい」（1978年5月7日）
  - 第111話「戻った記憶が呼んだ鬼」（1978年11月26日） - 捨三
  - 第120話「和蘭ことばに父娘の涙」（1979年2月4日） - 吉武
  - 第129話「無法河岸の女親分」（1979年4月8日）
  - 第137話「蝶々のくれた赤ン坊」（1979年6月3日） - 大橋佐兵衛
  - 第150話「オーイ! 出てこい三千両」（1979年9月2日） - 熊蔵
  - 第169話「百拾番は殺しの番号」（1980年1月13日）
  - 第182話「命を賭けた恋だった」（1980年4月13日）
  - 第198話「この子どこの子だあれの子」（1980年8月3日）
  - 第213話「仁兵衛の天中殺」（1980年11月16日） - 文蔵
  - 第251話「昔も今もひとり花」（1981年8月9日）
- 水戸黄門（TBS / C.A.L）
  - 第16部 第39話「旅遥か 恋の舟唄 -水戸-」（1987年1月19日） - 竜次